# Mouloudia Club de Marrakech (handball)
Maillots
Le Mouloudia de Marrakech est un club marocain de handball basé à Marrakech.

## Palmarès
- Championnat du Maroc (3)
  - Champion : 2012, 2013, 2014
- Coupe du Trône (2)
  - Vainqueur : 2012, 2013